# 牧政治
牧 政治（まき まさはる）は、日本の実業家。「マッキー英語塾・マツキーパソコン塾・マツキー出版」主催。

## 略歴
1977年、獨協大学外国語専攻科英語専攻修了。大学受験予備校などの英語講師。両国予備校、早稲田ゼミナール、栄光予備校などを経て、「マッキー英語塾・パソコン塾」主宰。
大学・短大・看護学校受験や、英検・TOEIC・TOEFLなど幅広い分野の英語問題集を執筆し、著書の数は160冊近くに及ぶ。執筆活動は25年に及ぶ。英語のメルマガも毎週配信されている。
パターン化された文法問題や、長文問題の出典研究などの分野で、顕著な業績がある。海外(韓国・台湾)でも出版されている。CD・CD-ROMも発売されている。100円ショップのダイソーでも販売されている。またPC・ビジネスマナー講師(30年)としても活動している。

## 著書
- 『入試頻出シリーズ・牧のよく出るシリーズ（吾妻書房）
- 『アルファプラス』アルファプラス 5 週間実』力アップ問題集』（共に開拓社）
- 『「マッキー」の私大グループ別英語の攻め方シリーズ』『「牧」の短大パーフェクトシリーズ』（共に泰文堂）
- 『高校生の進路別シリーズ・牧の入試英語セミナー』（池田書店）
- 『ユニコム選書』（ユニコム）
- 『短大入試対策問題シリーズ』（清水書院）
- 『大学入試実況中継シリーズ』（語学春秋社）
- 『TOEICシリーズ（土屋書店）
- 『シグマベストブロック別入試対策問題集シリーズ』（文英堂）

そのほか（吾妻書房・泰文堂・池田書店・開拓社・研究社・聖文社・学研・土屋書店・曙出版・ユニコム・ケイネツト・清水書院・ダイソー出版・語学春秋社・美誠社・文英堂・中央図書・教学社から出版）。